# Knjiga iz Durrowa
Knjiga iz Durrowa (engleski: Book of Durrow) je naziv za ranosrednjovjekovni latinski iluminirani rukopis čiji se tekst sastoji od četiri evanđelja, a koji je najvjerojatnije izrađen u Opatiji Durrow u Irskoj, u Northumbriji (današnja sjevernoistočna Engleska) ili u opatiji na otoku Iona u Škotskoj, u drugoj polovici 7. stoljeća.
To je najstariji postojeći kompletan oslikani rukopis insularne („otočne”) ili hibernijsko-saksonske umjetnosti, odnosno stila koji je kombinirao anglosaksonske s motivima keltskog kršćanstva; primjerice prethodi Knjizi Kellsa za više od jednog stoljeća. To ga čini jednim od najstarijih oslikanih insularnih evanđelja, između tek djelomično sačuvanog Nortumbrijskog evanđelja iz Durhamske katedralne knjižnice (A. II. 10. ) i Lindisfarnskih evanđelja, koja su započeta oko 700. god.
Tekst sadrži Evanđelje po Mateju, Marku, Luki i Ivanu, plus nekoliko komada uvodne materije i kanonske tablice. Stranice imaju veličinu od 245 sa 145 mm i sadrži 248 listova pergamenta. Brojne iluminacije uključuju šest sačuvanih tzv. „tepih-stranica”, cijele stranice s minijaturama simbola četiri evanđelista i šest stranica sa značajnim ukrašenim inicijalima i tekstom, zapisanim u majuskula insularnog pisma s ponekim lacunama (prazninama).
Veličina stranice je smanjena tijekom naknadnih ponovnih uvezivanja, a većina listovi su sada nevezani, dok su mnogi ili većina izvorno bili u "bifolia" ili presavijenim parovima. Tako su neke stranice uložene na pogrešnim mjestima, ali se čini kako su sve iluminirane stranice prisutne, što je rijetkost u rukopisima iz ovog razdoblja.

## Iluminacije
Iluminacije u knjizi posebno dobro pokazuju raznolikost podrijetla insularnog stila, te je stoga u samom središtu intenzivne rasprave o tom pitanju u povijesti umjetnosti. Pored keltske umjetnosti, anglosaksonskog zlatarstva, te koptskih i sirijskih oslikanih rukopisa, ukrasi su uspoređivani i s npr. pocakljenom kantom iz tog razdoblja pronađenoj u Norveškoj, kontinentalnim fibulama i piktskim kamenjem.
- Matej Evanđelist (str. 21.)
- Sveti Marko kao orao (str. 84.)
- Sveti Luka kao bik (str. 124.)
- Sveti Ivan Evanđelist kao lav (str. 191.)

## Vanjske poveznice
- Katalog Knjige iz Durrowa na stranica,a North Carolina sveučilišta  Arhivirana inačica izvorne stranice od 12. travnja 2005. (Wayback Machine)
- Treasures of early Irish art, 1500 B.C. to 1500 A.D., katalog izložbe u muzeju Metropolitan (PDF) (engl.)